# Йохан VII (Верле)
Йохан VII фон Верле (на немски: Johann VII von Werle; * ок. 1380; † между 14 август 1414 и 17 декември 1414) е от 1395 до 1414 г. господар на Верле-Гюстров.
Той е вторият син на Лоренц господар на Верле-Гюстров (1339 – 1393) и съпругата му Мехтилд фон Верле-Голдберг († 1402), дъщеря на Николаус IV господар на Верле-Голдберг († 1354).
Йохан VII управлява от 11 декември 1395 г. заедно с по-големия си брат Балтазар († 1421) и от 1 май 1401 г. и с брат му Вилхелм († 1436).
Йохан VII се жени 1414 г. за Катарина фон Саксония-Лауенбург (* ок. 1400; † 22 септември 1450), дъщеря на херцог Ерих IV фон Саксония-Лауенбург и София фон Брауншвайг-Люнебург. Бракът е бездетен.
След смъртта му вдовицата му Катарина се омъжва 1416 г. за херцог Йохан IV фон Мекленбург († 1422).